# Ardjuna
Ardjuna is een geslacht van vlinders van de familie snuitmotten (Pyralidae).

## Soorten
- A. ariana Roesler & Kuppers, 1979
- A. kresna Ruesler & Kuppers, 1979